# Nolanville (Texas)
Nolanville es una ciudad ubicada en el condado de Bell en el estado estadounidense de Texas. En el Censo de 2010 tenía una población de 4.259 habitantes y una densidad poblacional de 474,03 personas por km².

## Geografía
Nolanville se encuentra ubicada en las coordenadas 31°4′31″N 97°36′42″O / 31.07528, -97.61167. Según la Oficina del Censo de los Estados Unidos, Nolanville tiene una superficie total de 8.98 km², de la cual 8.94 km² corresponden a tierra firme y (0.52%) 0.05 km² es agua.

## Demografía
Según el censo de 2010, había 4.259 personas residiendo en Nolanville. La densidad de población era de 474,03 hab./km². De los 4.259 habitantes, Nolanville estaba compuesto por el 70.53% blancos, el 13.9% eran afroamericanos, el 1.15% eran amerindios, el 1.95% eran asiáticos, el 0.49% eran isleños del Pacífico, el 6.88% eran de otras razas y el 5.1% pertenecían a dos o más razas. Del total de la población el 21.91% eran hispanos o latinos de cualquier raza.